# Melzerella huedepohli
Melzerella huedepohli är en skalbaggsart som beskrevs av Monné 1979. Melzerella huedepohli ingår i släktet Melzerella och familjen långhorningar. Inga underarter finns listade i Catalogue of Life.